# Cabral (Vigo)
Cabral es una parroquia del municipio de Vigo, en la provincia de Pontevedra en la comunidad autónoma de Galicia, España.

## Datos básicos
Según datos del padrón de 2010, contaba con una población de 6.786 habitantes, repartidos en 23 entidades de población.
En Cabral se sitúa el Aeropuerto de Vigo y el IFEVI.

## Geografía
| NA CÑ VI MA CA FR LA TE CB CN SA AL OY CJ VA SA ZA BM BE Cangas Bueu Moaña Vilaboa Ensenada de San Simón Ría de Aldán Pazos de Borbén Redondela Sotomayor Gondomar Bayona Nigrán Mos Porriño Islas Cíes Océano Atlántico Vigo de Ría |
| Municipio de Vigo. |

Ocupa toda la orla nororiental del municipio de Vigo, bajando desde las altas mesetas de Cotogrande y Peinador al profundo valle del río Lagares, en un fértil territorio de suaves desniveles antaño cubierto de cultivos y que hoy ostenta una elevada densidad poblacional fruto de un crecimiento demográfico explosivo.

## Referencias

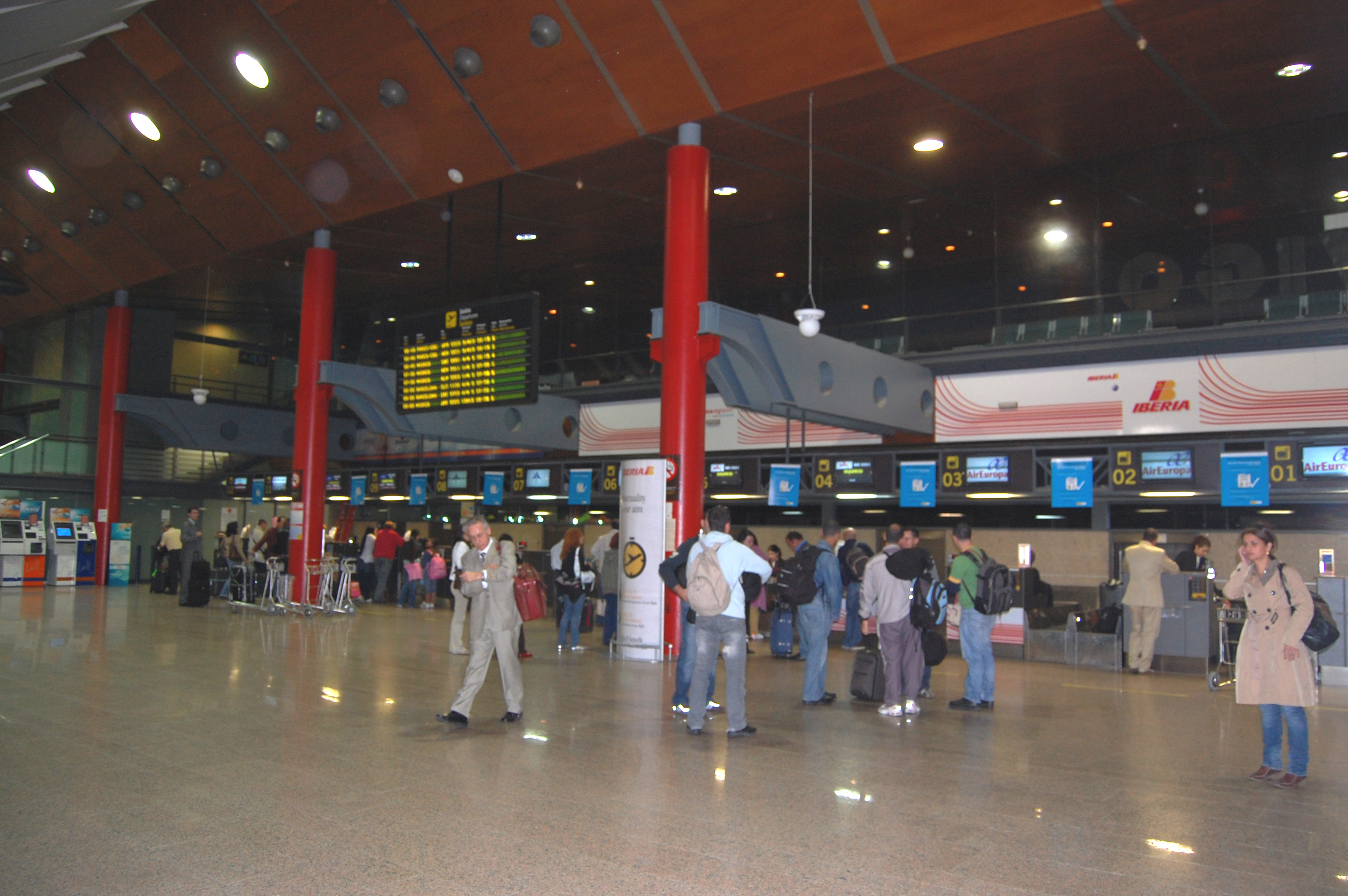
Terminal del aeropuerto de Vigo, en Peinador (Cabral)
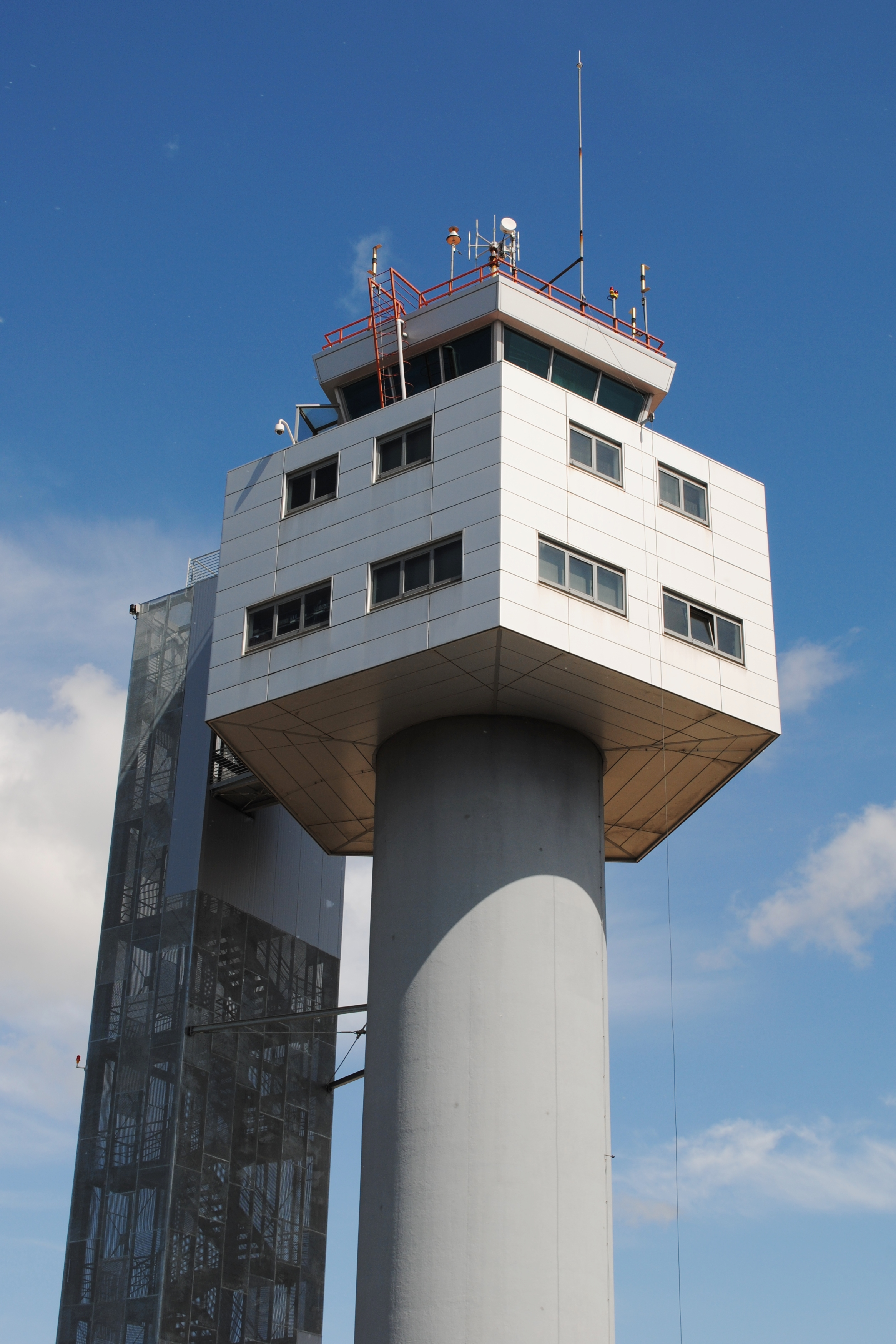
Torre de Control del aeropuerto de Vigo